# 北野正人
北野 正人（きたの まさと、1974年10月25日 - ）は、日本の作曲家、作詞家、ギタリスト。LUV K RAFT、ストロボ、現在活動休止中のday after tomorrowのメンバー。大阪府八尾市出身。血液型A型。

## 人物
作曲家としてZARD、hitomi、山下智久、伊藤由奈、伴都美子、RAG FAIR等に曲を提供していたが、2002年、misono・鈴木大輔と共にエイベックスよりday after tomorrowとしてデビュー。作曲、ギターを担当し、アルバムでは作詞も担当。
現在はLUV K RAFTのメンバーとして、ギター・マニピュレーションを担当している。
PADI ダイビングインストラクターの資格を持っている。
PADI アンバサダイバー 2025に選ばれる。
STREAMTRAIL アンバサダー
奈良県葛城市観光大使
奈良県橿原市応援大使

## 経歴
1995年、在籍していたヴィジュアル系バンドDi;Vulgeでミニアルバム「LEAVE」をリリース。後にShe's Saidを結成。
1996年4月26日、GLAD all OVERのギタリストとしてビーイングのインディーズレーベルBREAKRUSH RECORDSよりデビュー。アルバム「Rebirth」をリリース。
2000年、ビーイングを離脱。
2000年、Ken-ichi(Valentine D.C.)、大山英寿(THE SPACE COWBOYS・THE EASY WALKERS)、Ju-ken(GACKT・VAMPS)、仲川泰浩(Wipe)らとCase結成。
2001年、avexと専属作曲家契約を結ぶ。
2001年、day after tomorrowとしてavex traxよりデビュー。
2002年、第44回日本レコード大賞新人賞受賞
2003年、ベストヒット歌謡祭2003 ゴールド・アーティスト賞を受賞
2005年8月17日にday after tomorrowが活動休止。
2006年、田澤孝介(Ｗaive)と共にストロボを結成、avex traxよりデビュー。
2013年、KAREN、工藤嶺、Kazuyaとともに、LUV K RAFTを結成。

## 楽曲提供

### 作曲
- day after tomorrow
「Hello, everybody!」「rosy girl」「vivace」「faraway」「ネバーランド」「Time Of Destiny」「ありふれた日常を捨てて」「Sentence」「FUNNY DAYs」「Morning glow」「タイムマシーンで連れ出して」「Show Time」「イタズラなKISS」「CURRENT」「少女のままでいたあの頃」「It's My Way」「God bless me!」「せつなさはこの胸の中に」「七つ星を数えたら」「Where so ever」「honestly」「瞑想」「more than a million miles」
- ストロボ
「ボクのところへ」「Good morning Mr,Freak」「追い風」「古ぼけたコーヒーカップとバナナジュース」「ラブレター」「αΒ＃7」「夏の少年」「キラキラ」「BまでE」「ロビンフッドに憧れて」「超モンキーズ」「エピローグ」
- ZARD
「新しいドア 〜冬のひまわり〜」
- the generous
「Open your eyes」
- JASON ZODIAC
「start A riot」「・・・・・・」「ウィルス」「NEVER」「INSANE!?」「悪魔の囁き」
- 推定少女
「チョコレート」
- 鈴里真帆
「ココロガイタイ」
- タッキー&翼
「PROGRESS」
- 玉木宏
「My Angel」「抱きしめたい」
- TRAX
「Criminal Scream」
- n°
「ハリネジク」「眠れる森」「スケアクロウ」
- 伴都美子
「閃光」
- hitomi
「心の旅人」「ステータス」「恋愛飛行」「innocence」「I am」「WHY?」
- 宮地真緒
「愛する他に…」
- misono
「11 eleven」
- 山下智久
「向日葵」
- RAG FAIR
「woman」
- REIRA starring YUNA ITO
「Take Me Away」
- SAYAKA
「水色」「上弦の月」「カナリヤ」「La La Sunday」「four hours」「ラヂオの時間」
- Do As Infinity
「最後のGAME」
- テゴマス
「片想いの小さな恋」
- リュ・シウォン
「眠る花」
- 唐禹哲
「愛我」
「Kiss Me Now」（日本未発売、台湾のみ）
- 阿信
「前面」（日本未発売、台湾のみ）
- Mine
「Paradise」（日本未発売、韓国のみ）
- RUSHMORE
「FLY INTO THE LIGHT AGAIN」
- 葵
「かけがえのない君へ」

### 編曲
- 小松未歩 「雨が降る度に」（尾城九龍との共作）
- n° 「ハリネジク」「眠れる森」「スケアクロウ」「大切なひと」

### ギター
- 倖田來未
「flower」「Birthday Eve」「Sweet Kiss」
- SAYAKA
「水色」「上弦の月」「カナリヤ」「La La Sunday」「four hours」「ラヂオの時間」